# Educación Socioemocional

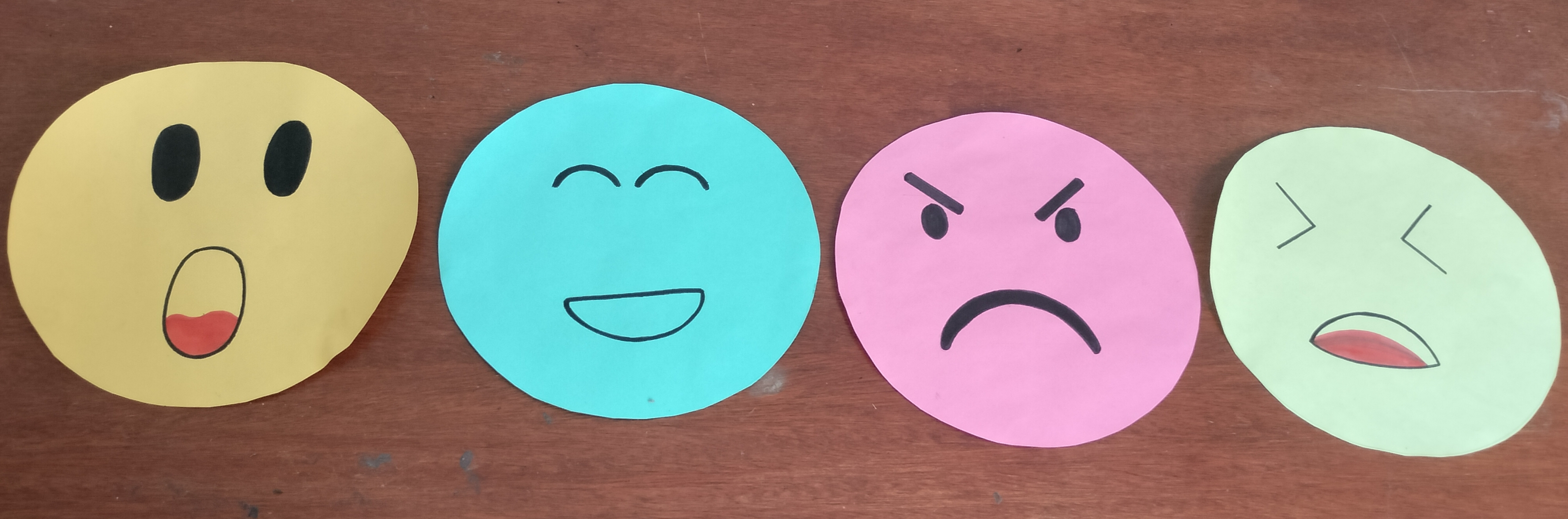
Todos sentimos emociones momentáneas de acuerdo a nuestras experiencias.

La educación socioemocional se centra en el desarrollo de personaje, perspectiva y la práctica de la inteligencia emocional y de las habilidades identificadas como competencias emocionales o competencias duraderas que, si bien tradicionalmente han estado asociadas a los rasgos de personalidad de los individuos, hoy se sabe que, gracias a la neuroplasticidad del cerebro, a estímulos positivos, estilos de crianza y ambientes protectores, dichas habilidades son educables o susceptibles de ser desarrolladas. (García, 1018)

La emoción del latín emotio, -niños y es definida por la Real academia española como la alteración del ánimo intensa y pasajera, agradable o penosa, que va acompañada de cierta conmoción somática, que varía según las situaciones o experiencias que se tenga, es sumamente necesario saber que son las emociones para poder hablar de la educación emocional que es una innovación educativa que se justifica en las necesidades sociales según Rafael Siquiera (2008). Este autor menciona también que ésta contribuye al bienestar a partir del desarrollo integral del sujeto, por lo que educar las emociones equivale a educar para el malestar.

Marco SEL identificado por CASEL como Rueda CASEL

El aprendizaje socio emocional (SEL) es un método educativo que tiene como objetivo fomentar las habilidades sociales y emocionales dentro de los programas escolares. El SEL también se denomina "aprendizaje socio emocional", "aprendizaje social y emocional" o "alfabetización socio emocional". En la práctica habitual, el SEL hace hincapié en las habilidades sociales y emocionales en el mismo grado que otras materias, como las matemáticas, las ciencias y la lectura.
La aplicación de SEL (y teorías educativas similares) dentro de las escuelas públicas se ha vuelto cada vez más difundida como una forma de combatir las formas de violencia. 
En el caso particular de México, la educación emocional* se incluyó de manera explícita en el currículo de la educación obligatoria en los niveles de preescolar, primaria y secundaria en 2017, la secretaria de educación pública al crear su programa de educación se planteó agregar al modelo educativo la educación socio emocional como una nueva dirección educativa. A este nuevo programa lo nombró "aprendizajes clave para la educación integral" y lo definió como: 
Un proceso de aprendizaje a través del cual los niños y los adolescentes trabajan e integran en su vida los conceptos, valores, actitudes y habilidades que les permiten comprender y manejar sus emociones, construir una identidad personal, mostrar atención y cuidado hacia los demás, colaborar, establecer relaciones positivas, tomar decisiones responsables y aprender a manejar situaciones retadoras, de manera constructiva y ética
Hablar de emociones, en plural, significa considerar una amplia gama de sentimientos que, según Busque es al., (2015), se estima que abarcan más de 500 emociones diferentes. Siquiera
La principal fuente de información sobre SEL es el Colaborativo para el Aprendizaje Académico, Social y Emocional (CASEL).   y ESEL para América Latina y países de lengua española, incorporando al marco conocimiento de neurociencia y neurobiología interpersonal creando así un modelo con cuidado informado en trauma.

## Historia
SEL comenzó en la década de 1960 en la Escuela de Medicina de Yale en su Centro de Estudios Infantiles. Allí, el profesor James Comer inició el Programa de desarrollo escolar de Comer, donde se centró en los sistemas educativos de las comunidades afroamericanas de bajos ingresos, en particular las escuelas primarias en New Haven, Connecticut, debido a sus calificaciones académicas deficientes. La Escuela de Desarrollo Comer implementó programas en esta escuela que se enfocaban en las necesidades sociales y emocionales de los estudiantes. Poco después, las escuelas públicas de New Haven se convirtieron en la carta de SEL debido a su proximidad a la Universidad de Yale.
En 2019 se desarrolló el concepto de Aprendizaje Emocional y Social Transformador (Transformative SEL, TSEL o T-SEL) . Transformative SEL tiene como objetivo guiar a los estudiantes a "examinar críticamente las causas fundamentales de la inequidad y desarrollar soluciones colaborativas que conduzcan al bienestar personal, comunitario y social". En 2020, CASEL agregó información sobre Transformative SEL a su sitio web y lo proclamó como su "definición actualizada de SEL".

## Componentes
La principal fuente de información sobre SEL es la Colaboración para el Aprendizaje Académico, Social y Emocional (CASEL). "Los 5 componentes CASEL", según CASEL, son los elementos clave de SEL: autoconciencia, autogestión, conciencia social, habilidades de relación y toma de decisiones responsable. Estos componentes básicos se crearon para que los sistemas escolares tengan objetivos claros y un marco para su aplicación. CASEL también define lo que denomina los mejores métodos para implantar la SEL en distintos niveles, como las aulas, los centros escolares, las familias y los cuidadores, y las comunidades.
CASEL define los cinco componentes principales de SEL como:
1. Autoconciencia : La habilidad de tener conocimiento de las propias emociones y desarrollar un autoconcepto positivo.[14]
2. Autogestión: La capacidad de regular las propias emociones y controlar los propios comportamientos.[15] Esto también se refiere a la motivación intrínseca y al establecimiento de metas personales.
3. Conciencia social : La capacidad de tener conciencia de las emociones y situaciones sociales de los demás.[16]
4. Habilidades de relación : La habilidad para fomentar las relaciones y comunicarse dentro de ellas.[17]
5. Toma de decisiones responsable : la capacidad de resolver problemas y hacerse responsable de uno mismo.[18]

Estas habilidades básicas ayudan a los estudiantes a vivir una vida social y emocionalmente saludable tanto durante como después de su tiempo en el sistema escolar.
Según CASEL, SEL utiliza asociaciones entre la escuela, la familia y la comunidad para que tanto los jóvenes como los adultos puedan continuar con las prácticas de SEL más allá del aula. En última instancia, SEL espera garantizar que los estudiantes tengan la base para mejorar su desempeño académico por medio de menos estrés social o emocional.

## Beneficios declarados
Según Ammar Al-Ghabban, consultor educativo independiente, SEL fomenta la empatía y la compasión, y es imprescindible para una escuela exitosa que apoye de manera efectiva el bienestar mental del personal y los estudiantes. Hablando sobre la importancia de la empatía, el biólogo molecular John Medina afirma que cuanto más capacitación en empatía obtengan los estudiantes y los maestros, mejores serán sus calificaciones. Él dice que es importante hacer que el salón de clases se sienta como un lugar seguro para que los estudiantes aprendan.
Los estudios han demostrado que programas como ESEL han sido una herramienta exitosa para que las escuelas con una población de diversidad  étnica, razas, orientación sexual introduzcan y fomenten las habilidades SEL.
Se muestra que la implementación de SEL está asociada estadísticamente con la mejora de la dinámica social de las escuelas al disminuir la agresión física y reducir la intimidación de los estudiantes con discapacidades. SEL está estadísticamente vinculado con la mejora del rendimiento académico en 11 percentiles. Además, la implementación de programas SEL en las escuelas desde el jardín de infantes se asocia con una probabilidad decreciente de que los estudiantes crezcan para usar viviendas públicas, involucrarse con la policía o pasar tiempo en un centro de detención.
Los proponentes de SEL dicen que ayuda a los estudiantes a comprender y controlar sus emociones, así como a aprender a aceptar y comprender las emociones de sus compañeros de clase a medida que avanzan en sus carreras educativas. Se dice que SEL es importante para que los maestros lo entiendan y lo demuestren en sus aulas para que el proceso de aprendizaje sea más natural y más fácil de adaptar para los estudiantes. Cosas como la toma de decisiones responsable y la construcción de relaciones positivas son mucho más fáciles de aprender para los estudiantes que están constantemente expuestos a ejemplos de comportamiento. Cuando SEL se integra en las lecciones y el entorno escolar, los estudiantes se relacionan mejor con el contenido, están más motivados para aprender y comprenden el plan de estudios con mayor facilidad. Los defensores dicen que SEL también puede llevar a los estudiantes a aprender habilidades importantes para el lugar de trabajo, como el trabajo en equipo, la gestión del tiempo y las habilidades de comunicación.

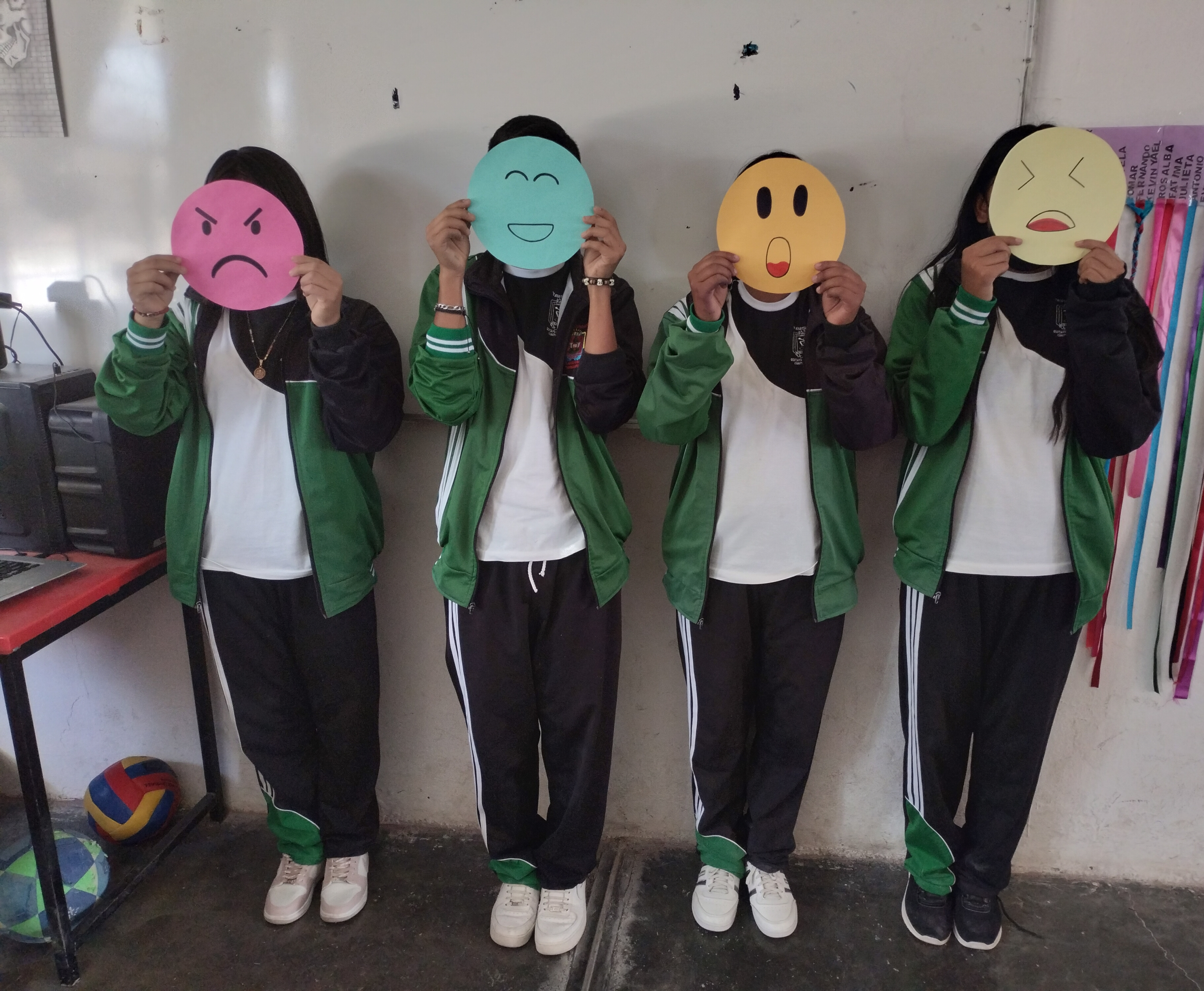
Educación socioemocional traerá un bienestar integral para los estudiantes.

La educación socioemocional, brindara a los estudiantes un bienestar único que posibilitara el desarrollo integral, además de brindar a los estudiantes un empoderamiento, Por su parte Bisquerra (2008), expone que el bienestar es: el grado como una persona juzga favorablemente la calidad global de su vida, es decir, la periodicidad de las experiencias vividas satisfactoriamente, que le hacen experimentar cierto equilibrio en todos los aspectos de su existencia, de ahí la importancia de un desarrollo integral.